# Christoph Letkowski
 (février 2023).
Christoph Letkowski, né à Halle, en Saxe-Anhalt (Allemagne), le 16 juin 1982, est un acteur et musicien allemand.

## Biographie
Christoph Letkowski est un musicien et acteur allemand né le 16 juin 1982 à Halle-sur-Saale, dans le land de Saxe-Anhalt, en Allemagne. 

## Filmographie

### Au cinéma
- 2009 : Chaostage : Mitch
- 2009 : Parkour : Richie
- 2010 : Das Blaue vom Himmel (court métrage) : Tim
- 2011 : Weisst du eigentlich dass ganz viele Blumen blühen im Park (court métrage) : l'ami
- 2012 : Diaz : un crime d'État (Diaz - Don't Clean Up This Blood) : Rudy
- 2013 : Scherbengericht
- 2013 : 300 mots d'allemand (300 Worte Deutsch) : Marc
- 2013 : Zones humides (Feuchtgebiete) : Robin
- 2015 : Winnetous Sohn : Torsten
- 2015 : Ma vie en vrac (Maengelexemplar) : Philipp
- 2015 : Eine Villa mit Pinien (court métrage) : Lion
- 2016 : Fucking Berlin : Milan
- 2017 : Die Reste meines Lebens (de) : Schimon May
- 2017 : Vengeance à quatre mains (Die Vierhändige) : Martin
- 2017 : Auf der anderen Seite ist das Gras viel grüner (de) : Mathias Lenzen
- 2017 : You're Welcome (court métrage) : Sécurité
- 2017 : Nowhere (court métrage) : Paramiliary

### À la télévision
- 2006 : Chantage sur la ville (Eine Stadt wird erpresst) (téléfilm) : Ernst Patschke
- 2007 : En toute amitié (In aller Freundschaft) : Kai Brühl (saison 9, épisode 48)
- 2008 : Küstenwache (de) : Barkeeper (saison 11, épisode 17)
- 2008 : Canicule - état d'urgence (Die Hitzewelle - Keiner kann entkommen) (téléfilm) : Gunnar
- 2008 : Au rythme de la vie (Gute Zeiten, schlechte Zeiten) : Torben (épisode 3837)
- 2010 : Tatort : Kai Mauvier (épisode 777)
- 2011 : Das blaue Licht (de) (téléfilm) : Soldat Jakob
- 2011 : Countdown : Marco Hartmann (saison 2, épisode 1)
- 2011 : Unten Mitte Kinn (téléfilm) : Bastian
- 2011 : Dans le sillage du passé (Die lange Welle hinterm Kiel) (téléfilm) : Sigi Klein
- 2012 : Die Draufgänger : Simon Ittersheim (saison 1, épisode 3)
- 2012 : Bella vita (téléfilm) : Erik
- 2012 : Mord mit Aussicht (de) : Felix Brinkmann (saison 2, épisode 4)
- 2012 : SOKO Wismar (de) : Anselm Allweede (saison 9, épisode 2)
- 2012 : Die Schöne und das Biest (de) (téléfilm) : Ritter Berthold von Rabenburg
- 2012 : Tatort : Lars Reichardt / Dobler (épisodes 830 et 837)
- 2013 : Brigade du crime : Daniel Heuer (saison 12, épisode 13)
- 2013 : Mick Brisgau : Henry Glanert (saison 4, épisode 6)
- 2013 : Un cas pour deux : Pit Egger (saison 32, épisode 5)
- 2013-2016 : Nachtschicht : Yannick Kruse (4 épisodes)
- 2013 : Letzte Spur Berlin (de) : Micha Hecking (saison 2, épisode 1)
- 2013 : Alerte Cobra : Eddie Rohde (saison 33, épisode 9)
- 2013 : Beauty and the Beast (téléfilm) : Ritter Bertold
- 2013 : Trennung auf Italienisch (téléfilm) : Felix
- 2014 : Tatort : David Förster (épisode 901)
- 2014 : Le Sourire des femmes (Das Lächeln der Frauen) (téléfilm) : Caesar
- 2014 : Zeit der Zimmerbrände (de) (téléfilm) : Benjamin Hinz
- 2015 : Männer! – Alles auf Anfang (de) : Joris Petersen (7 épisodes)
- 2015 : Blochin: Die Lebenden und die Toten : Yorik Geier (2 épisodes)
- 2015 : Das Beste aller Leben (téléfilm) : Edward
- 2016 : Tatort : Rocky Kovac (épisode 980)
- 2017 : Die Ketzerbraut (de) (téléfilm) : Ernst Rickinger
- 2017 : Die Chefin : Winfried Steger (saison 8, épisode 1)
- 2018 : Ella Schön (de) (saison 2, épisode 1)
- 2018 : Wir lieben das Leben (de) (téléfilm) : Siggi
- 2018 : Bella Germania (mini série TV)
- 2019 : Bauhaus (téléfilm)
- 2019 : Tatort (série TV) : Tom Wörtche